# Brachylophus bulabula
Brachylophus bulabula es una especie de reptil de la familia Iguanidae.
Fue descubierta en 2008 por un equipo de investigadores australianos y estadounidenses en las islas Fiyi.

## Distribución
Es endémica de las islas Fiyi, encontrándose principalmente en las islas Viti Levu, Vanua Levu, Taveuni, Kadavu, Ovalau, Gau, Viwa y Qamea.

## Vulnerabilidad
Esta especie está amenazada por la pérdida de su hábitat y la presencia de gatos salvajes y mangostas introducidas.
Brachylophus bulabula, como todas las especies del género Brachylophus, está protegida del comercio internacional por la Convención sobre el Comercio Internacional de Especies Amenazadas de Fauna y Flora Silvestres (CITES).